# Người Mỹ đa chủng tộc
Người Mỹ đa chủng tộc là người Mỹ có tổ tiên hỗn hợp của "hai hoặc nhiều chủng tộc". Thuật ngữ này cũng có thể bao gồm người Mỹ gốc tổ tiên chủng tộc, người tự xác định chỉ với một nhóm văn hóa và xã hội (xem quy tắc một lần). Trong cuộc điều tra dân số năm 2010 của Hoa Kỳ, khoảng 9 triệu cá nhân, hoặc 2,9% dân số, tự xác định là đa chủng tộc. Có bằng chứng cho thấy một kế toán của tổ tiên di truyền sẽ tạo ra con số cao hơn. Những lý do lịch sử, bao gồm chế độ nô lệ tạo ra đẳng cấp chủng tộc và sự đàn áp của người Mỹ gốc châu Âu, thường khiến mọi người nhận diện hoặc chỉ được phân loại theo một dân tộc, nói chung là văn hóa mà họ nuôi dưỡng. Trước thế kỷ 20, nhiều người giấu di sản đa chủng tộc của họ vì sự kỳ thị chủng tộc chống lại thiểu số. Trong khi nhiều người Mỹ có thể sinh học đa chủng tộc, họ thường không biết hoặc không xác định văn hóa, nhiều hơn họ duy trì tất cả các truyền thống khác nhau của nhiều tổ tiên quốc gia.
Sau một thời gian dài phân biệt chủng tộc chính thức trong cựu Liên minh sau kỷ nguyên tái thiết, và cấm hôn nhân giữa các chủng tộc ở nhiều nơi trên đất nước, nhiều người công khai thành lập các tổ chức interracial. Ngoài ra, điều kiện xã hội đã thay đổi và nhiều người đa chủng tộc không tin rằng đó là lợi thế xã hội để cố gắng "vượt qua" như màu trắng. Nhập cư đa dạng đã mang thêm nhiều chủng tộc hỗn hợp vào Hoa Kỳ, chẳng hạn như một số lượng lớn người gốc Tây Ban Nha xác định là mestizo. Kể từ những năm 1980, Hoa Kỳ đã có một phong trào nhận dạng đa chủng tộc ngày càng tăng (cf. Loving Day). Bởi vì nhiều người Mỹ đã khăng khăng đòi được thừa nhận nguồn gốc chủng tộc hỗn hợp của họ, cuộc điều tra dân số năm 2000 lần đầu tiên cho phép người dân kiểm tra nhiều hơn một sắc tộc chủng tộc và do đó xác định là đa chủng tộc. Năm 2008 Barack Obama được bầu làm Tổng thống đầu tiên của Hoa Kỳ; ông thừa nhận cả hai mặt của gia đình mình và xác định là người Mỹ gốc Phi.
Ngày nay, các cá nhân đa chủng tộc được tìm thấy ở mọi ngóc ngách của đất nước. Các nhóm đa chủng tộc ở Hoa Kỳ bao gồm nhiều người Mỹ gốc Mestizo, người Mỹ gốc Anh, người Mỹ gốc Phi, Louisiana Creole, Hapa, Melungeon, Lumbee, Houma và một số cộng đồng khác được tìm thấy chủ yếu ở miền Đông Hoa Kỳ. Nhiều người Mỹ bản xứ là đa chủng tộc trong tổ tiên trong khi xác định đầy đủ là thành viên của các bộ lạc được liên bang công nhận.